# Collix adamata
Collix adamata är en fjärilsart som beskrevs av Louis Beethoven Prout 1941. Collix adamata ingår i släktet Collix och familjen mätare. Inga underarter finns listade i Catalogue of Life.